# شاي هونج
شاي هونج هي متزحلقة حرة صينية، ولدت في 9 أغسطس 1999.

## وصلات خارجية
- شاي هونج على موقع الاتحاد الدولي للتزلج (التزلج الحر) (الإنجليزية)
- شاي هونج على موقع أوليمبيديا (الإنجليزية)